# Jubilació anticipada (discapacitats)
|  | Per a altres significats, vegeu «Jubilació anticipada». |

La jubilació anticipada per a discapacitats significa la rebaixa de l'edat ordinària de 65 anys pels treballadors amb una discapacitat igual o superior al 65%, o amb una discapacitat superior al 45%, en el cas de discapacitats que compleixen determinades condicions que suposin una disminució de l'esperança de vida.
A partir de l'1/1/2004, l'edat ordinaria de 65 anys es pot rebaixar, mitjançant l'aplicació de coeficients reductors, en el cas de treballadors afectats per una discapacitat igual o superior al 65%.
Els treballadors per compte d'altri que estiguin inclosos en el règim general o el règim especial agrari, de treballadors del mar, o de la mineria del carbó que exerceixen una activitat retribuïda i que acreditin el grau de discapacitat establert, i complint els altres requisits exigits pel que fa al període de cotització i el fet causant.

## Jubilació anticipada dels discapacitats amb un grau de discapacitat igual o superior al 65%
L'edat ordinària de 65 anys, ordinària de jubilació, es redueix en un període equivalent a sumar un temps equivalent al 0,25 del temps treballat, si el seu grau de discapacitat és igual o superior al 65%.
Si el treballador té acreditat un grau de discapacitat igual o superior al 65% i acredita el concurs d'una altra persona per la realització dels actes essencials de la vida ordinària li correspon un coeficient del 0,50.
L'edat mínima per poder accedir a una jubilació d'aquest tipus a partir de l'1/1/08 és de 52 anys. Aquesta limitació de l'edat no afecta els treballadors dels règims especials (mineria del carbó i treballadors del mar) que el primer d'agost de 2008 tenien reconeguts coeficients reductors de l'edat de jubilació i als que els han d'aplicar la normativa anterior a aquesta data.
Es descompten totes les faltes a la feina, exceptuant: les absències per baixa mèdica per malaltia comuna o professional, o accident, laboral o no. Les causades per suspensió de contracte de treball per maternitat, adopció, acolliment, risc durant l'embaràs o lactància natural. Absències autoritzades a les disposicions laborals pertinents amb dret a retribució.
Els coeficients reductors no es poden tenir en compte a efectes d'acreditar l'edat exigida per aconseguir la jubilació parcial, ni els beneficis prevists per als majors de 65 anys ni per obtenir una jubilació anticipada de mutualistes.

## Discapacitat del 45%
Els discapacitats amb una discapacitat del 45% es poden jubilar als 58 anys. Per poder-ho fer han d'acreditar els següents requisits:
- Acreditar un temps de treball efectiu d'almenys els temps mínim de cotització per poder tenir una pensió de jubilació, és a dir, 15 anys (5.475 dies), des de 25-05-2010.[5][6]
- Tenir durant tot aquest temps un grau de discapacitat igual o superior al 45%.[7]
- Estar d'alta o situació assimilada a l'alta en el moment del fet causant.
- Estar afectat per alguna de les següents discapacitats:

a) Discapacitat intel·lectual (abans retard mental)
b) Paràlisi cerebral.
c) Anomalies genètiques:
1. Síndrome de Down
2. Síndrome de Prader Willi
3. Síndrome X fràgil
4. Osteogènesi imperfecta
5. Acondroplàsia
6. Fibrosis Quística
7. Malaltia de Wilson

d) Trastorns de l'espectre autista
e) Anomalies congènites secundàries a Talidomida
f) Sindrome Postpolio
g) Dany cerebral (adquirit):
1. Traumatisme craneoencefàlic
2. Seqüeles de tumors del SNC, infeccions o intoxicacions

h) Malaltia mental:
1. Esquizofrènia
2. Trastorn bipolar

j) Malaltia neurològica
1. Esclerosi lateral amiotròfica
2. Esclerosi múltiple
3. Leucodistròfia
4. Síndrome de Tourette
5. Lesió medul·lar traumàtica[8]